# Ямгурчи
Ямгурчи (Ямгурчей, тат. Yamğurçı, Ямгурчы) (ум. 1555) — астраханский хан (1546—47, 1550—54).
Пришёл к власти при помощи ногайских мурз. После изгнания русского ставленника, царя Дербыш-Алея, нашедшего убежище в Звенигороде, Ямгурчи сначала бил челом Иоанну Грозному и изъявлял желание служить ему, но вскоре, во время похода Иоанна IV на Казань, стал во враждебные отношения к русским и ограбил посла Иоаннова (1551 год).
По просьбе ногайцев, стоявших на стороне Москвы, защитить их от Ямгурчи и посадить на его место верного русским Дервиш-Али, Иоанн Грозный послал против астраханского хана 30000 русского войска под начальством воеводы князя Юрия Ивановича Пронского-Шемякина и вятских служилых людей с князем Александром Вяземским. В 1554 году Ямгурчи потерпел поражение от русских войск и бежал из Хаджи-Тархана. Погиб от рук малоногайских мурз.
Жены его, «царицы», были взяты русскими войсками в плен и привезены в Москву, о чем сообщает Лицевой летописный свод, перечисляя членов его семьи: «царицу большую Тевкель, дочь Кел-Магмета-мурзы, другую царицу, Крым-Шавкала царя дочь, Кандазу, да царя Емгурчея дочь, Ертугану, да царя же Емгурчея младшую жену Елъякши, беременную». Его младшая жена Ельякши была в это время беременна, в Москве она разрешилась от бремени, мальчиком — Ярышты-царевичем, крещенным как «Петр», её же крестили «Ульяной» и выдали замуж за Захария Плещеева.